# 利便
| ウィキペディアには「利便」という見出しの百科事典記事はありません（タイトルに「利便」を含むページの一覧/「利便」で始まるページの一覧）。 代わりにウィクショナリーのページ「利便」が役に立つかもしれません。 |